# Erythroxylum novogranatense var. truxillense
La coca de Trujillo (Erythroxylum novogranatense var. truxillense), es una variedad de la especie Erythroxylum novogranatense que crece en la parte occidental de Perú y Ecuador. Es un arbusto sudamericano de la familia de las eritroxiláceas.

## Taxonomía
Erythroxylum novogranatense var. truxillense fue identificada por el biólogo y botánico estadounidense Timothy Charles Plowman y descrita en Botanical Museum Leaflets (Harvard) 17:57, tab. 12 en 1979, y luego publicada en 1980.
Sinonimia
- Erythroxylum hardinii E. Machado Anales Ci. Univ. Nac. Agrar. 7(1/2): 14. 1969.
- Erythroxylum truxillense Rusby Druggist's Circ. Chem. Gaz. 44: 220, t. 14. 1900.

## Importancia económica y cultural
En Perú, se cultiva por sus propiedades medicinales y los usos sociales, culturales y rituales de sus hojas.

### Exportación de hojas
La Empresa Nacional de la Coca (Enaco) en Perú exporta a Estados Unidos hojas de esta especie que son procesadas por la empresa Stepan Chemicals de Chicago, Illinois; los extractos se envían luego a The Coca-Cola Company para la elaboración de la bebida Coca-Cola. La empresa Mallinckrodt Pharmaceuticals en San Luis, Misuri, elabora clorhidrato de cocaína con los restos de la planta que recibe de la Compañía Stepan y lo distribuye al resto del país con fines médicos.

### Metabolitos secundarios
De las cuatro plantas cultivadas de la coca, la coca de Trujillo poseería la segunda mayor cantidad del alcaloide cocaína con 0.72 % (en peso) en comparación con la coca amazónica (Erythroxylum coca var. ipadu) (0.25 %), la coca huánuco o boliviana (Erythroxylum coca var. coca) con 0.63 % y la coca colombiana (Erythroxylyum novogranatense var. novogranatense) con 0.77 %.
En esta planta se ha identificado la presencia del alcaloide tropánico hydroxytropacocaina, que también se encuentra en la variedad Erythroxylum novogranatense var. novogranatense.
Se han encontrado otros metabolitos secundarios en esta planta como los flavonoles fisetina, quercetina y kaempferol.

## Nombres comunes
- Coca, coca de Trujillo, coca trujillense,[11] tupa coca[12]